# جبر کک-مودی
در ریاضیات، جبر کک-مودی (به انگلیسی: Kac-Moody Algebra) (نامگذاری شده براساس نام‌های ویکتور کک و رابرت مودی که به‌طور مستقل و همزمان آن‌ها را در ۱۹۶۸ کشف نمودند)، نوعی جبر لی است که اغلب نامتناهی بعدی بوده، به گونه‌ای که می‌توان آن را با کمک مولدها و از طریق ماتریس تعمیم‌یافته کارتان تعریف نمود. این جبرها تشکیل تعمیمی برای جبرهای لی نیم-ساده متناهی بعدی داده و بسیاری از خواص مرتبط با یک جبر لی چون دستگاه ریشه‌ای، نمایش‌های تحویل ناپذیر و ارتباط با منیفلدهای پرچم، در بستر کک-مودی دارای نسخه‌های مشابه و طبیعی می‌باشند.
رده‌ای از جبرهای کک-مودی با نام جبرهای لی آفین، دارای اهمیت به خصوصی در ریاضیات و فیزیک نظری اند، به ویژه در نظریه میدان‌های همدیس دو-بعدی و نظریه مدل‌های دقیقاً حل‌پذیر. کک اثبات زیبایی را برای برخی از اتحادهای ترکیبیاتی به نام اتحادهای مک‌دونالد پیدا کرد که براساس نظریه نمایش جبرهای کک-مدی آفین بنا نهاده شده. هوارد گارلند و جیمز لپووسکی نشان دادند که اتحادهای راجرز-رامانوجان را می‌توان از طریق مشابهی بدست آورد.

## ارجاعات
1. ↑  Zhe-xian 1991, Preface.
2. ↑  (?) Garland, H.; Lepowsky, J. (1976). "Lie algebra homology and the Macdonald–Kac formulas". Invent. Math. 34 (1): 37–76. Bibcode:1976InMat..34...37G. doi:10.1007/BF01418970.

- مشارکت‌کنندگان ویکی‌پدیا. «Kac-Moody Algebra». در دانشنامهٔ ویکی‌پدیای انگلیسی، بازبینی‌شده در ۴ ژوئن ۲۰۲۱.